# 1808 en musique
| \| • Retour à la chronologie générale de la musique populaire • \| |
| XXIe siècle • XXe siècle • XIXe siècle • XVIIIe siècle XVIIe siècle • XVIe siècle • XVe siècle • XIVe siècle XIIIe siècle • XIIe siècle • XIe siècle • Xe siècle IXe siècle • VIIIe siècle • Haut Moyen Âge • Rome • Grèce |
| • Retour à la chronologie générale de la musique populaire • |

| • Retour à la chronologie générale de la musique populaire • |

| Années de la musique populaire : 1805 - 1806 - 1807 - 1808 - 1809 - 1810 - 1811    |
| Décennies de la musique populaire : 1770 - 1780 - 1790 - 1800 - 1810 - 1820 - 1830 |

## Événements et œuvres
- Aubert, chanteur de rues à Paris, crée une maison d'édition de chansons au n°7 de la rue de la Parcheminerie[1].

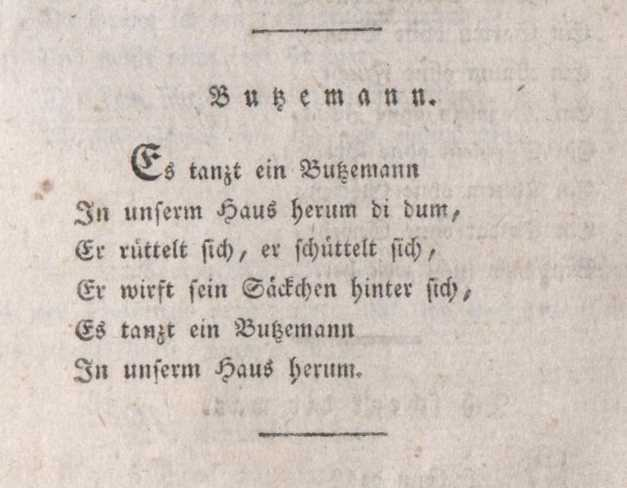
Première édition de Es tanzt ein Bi-Ba-Butzemann

- Première publication de la chanson enfantine allemande Es tanzt ein Bi-Ba-Butzemann dans le chansonnier Des Knaben Wunderhorn (Le cor enchanté de l'enfant édité par Clemens Brentano et Achim von Arnim.
- Thomas Moore publie Believe Me, if All Those Endearing Young Charms, une chanson sur un air traditionnel irlandais, dans son recueil A Selection of Irish Melodies.
- John Parry, A Selection of Welsh Melodies with Appropriate English Words Adapted for the Voice with Symphonies & Accompaniments, Piano Forte or Harp, Bland & Wellers Music Warehouse ; y figure la première version éditée avec des paroles en gallois de la chanson Llwyn Onn.
- Dominguo Juarros décrit pour la première fois le marimba dans son ouvrage Compendio de la historia de la ciudad de Guatemala[2],[3].

- Date indéterminée :
  - El paso del Ebro, également connue sous le titre ¡Ay, Carmela!, chanson populaire espagnole, créée lors de la Guerre d'indépendance espagnole contre Napoléon Ier, reprise par les soldats républicains et les volontaires des Brigades internationales pendant la Guerre d'Espagne (1936-1939), avec notamment sa variante Viva la Quince Brigada.
  - vers 1808 : publication par William Blake du poème And did those feet in ancient time, connu aussi sous le titre Jerusalem, dans la préface de son ouvrage Milton: A Poem in Two Books[4], qui, mis en musique en 1916 par Hubert Parry est devenu l'un des plus fameux airs patriotiques anglais.

## Naissances
- 20 mai : Édouard Hachin, poète, chansonnier, vaudevilliste et goguettier français, mort en 1891.
- 9 septembre : Gustave Mathieu, poète, chansonnier et goguettier français, mort en 1877.

## Décès
- x